# رامون اکیاسابال
رامون اکیاسابال (اسپانیایی: Ramón Eguiazábal‎; ۱۴ آوریل ۱۸۹۶ – ۱ ژانویهٔ ۱۹۳۹) بازیکن فوتبال اهل اسپانیا بود.
از باشگاه‌هایی که در آن بازی کرده‌است می‌توان به باشگاه فوتبال اسپانیول اشاره کرد.